# Frank Conroy
Pour l’article homonyme, voir Frank Conroy (acteur).
Frank Conroy est un écrivain américain né à New York le 15 janvier 1936. Diplômé de Haverford College en 1958, Conroy a été à la tête du très prestigieux « Writers' Workshop » (Atelier d’écrivains) de l’université d'État de l'Iowa pendant 18 ans, de 1987 à 2005. Auparavant, il avait été directeur du programme de littérature au National Endowment for the Arts (Dotation nationale pour les arts) de 1982 à 1987.

## Biographie
Frank Conroy a enseigné dans plusieurs universités des États-Unis et il a également publié des nouvelles, ainsi que des articles sur la musique.
Il a écrit une autobiographie particulièrement remarquée, Stop-Time (1967), qui a fait de lui une figure incontournable de la littérature mondiale ; cette autobiographie a été rééditée sous le titre de Un cri dans le désert. Il a publié une série de nouvelles et un roman, Body and Soul publié en France sous le titre Corps et Âme, racontant la vie d'un garçon qui se révèle un génie du piano. Ce livre est considéré par de nombreux professionnels comme une des meilleures évocations de la vie de musicien, Conroy étant lui-même pianiste de jazz.
Dans son dernier livre, Time and Tide, il évoque l'histoire et les paysages d'une région où il aimait particulièrement vivre, Nantucket.
Il a reçu de nombreuses distinctions et a été fait chevalier des Arts et des Lettres par le gouvernement français.
Il est décédé d’un cancer du côlon en avril 2005, à Iowa City, à l’âge de 69 ans.